# Нойзнер, Джейкоб
Дже́йкоб Но́йзнер (также Ньюснер, Ньюзнер, англ. Jacob Neusner; 28 июля 1932, Хартфорд, Коннектикут — 8 октября 2016, Райнбек, Нью-Йорк) — американский исследователь иудаизма. «The New York Times» назвала его самым публикуемым автором в истории: он написал или отредактировал более 900 книг.

## Биография
Родился в Хартфорде, штат Коннектикут, в семье евреев — последователей реформистского иудаизма.
Его отец работал в газетном бизнесе, и Джейкоб ещё подростком писал заметки в газеты своего отца.
Он учился в Гарвардском университете, где впервые столкнулся с еврейскими религиозными текстами. Там он познакомился с историком и исследователем иудаизма Гарри Острином Вольфсоном.
Далее Нойзнер учился в Еврейской богословской семинарии в Нью-Йорке под руководством одного из величайших талмудистов своего поколения Шаула Либермана. Впоследствии Либерман написал очень уничижительный критический разбор нойзнеровского перевода Иерусалимского Талмуда. Нойзнер успешно окончил семинарию в 1960 году.
Нойзнер скончался 8 октября 2016 года в возрасте 84 лет.

## Исследовательская работа

### Талмудический иудаизм
Исследования Нойзнера были посвящены прежде всего талмудическом иудаизму мишнаитского и талмудического периодов. Он стремился перенести исследования древнееврейских текстов в область светского религиоведения.
Он первым применил к раввинистическим текстам метод «критики форм».  
Его пятитомная «История евреев в Вавилонии» (опубликованная в 1965 – 1969 годах) стала первой попыткой прочтения Вавилонского Талмуда в иранском контексте. При подготовке этого труда Нойзнер специально изучил фарси и среднеперсидский.

### Академическая иудаика
В середине 1970‑х Нойзнер выпустил трёхтомник «Академическое изучение иудаизма: эссе и размышления», который лёг в основу современной академической иудаики.

### Межконфессиональный диалог
В 1990‑х Нойзнер написал ряд работ, в которых рассматривал взаимосвязь иудаизма и других религий. В их числе книга «Рабби беседует с Иисусом» (1992), переведённая на русский язык в 2007 году, которую кардинал Рацингер, будущий Папа Бенедикт XVI, в книге «Иисус из Назарета» назвал «безусловно самой важной книгой для иудео‑христианского диалога за последнее десятилетие».
В 2010 году Нойзнер получил орден папы Бенедикта XVI.
Нойзнер сотрудничал с другими учёными, работая над сравнительным исследованием иудаизма и христианства. Например, вместе с социологом Эндрю Грили он выпустил труд «Библия и мы: священник и раввин читают Священное писание вместе» (Нью-Йорк, 1990). Вместе с учёными-исламистами и другими религиоведами он составил сборник «Мировые религии в Америке: знакомство», где показал, как различные религии развивались в условиях США.
Нойзнер написал много учебников и популярных книг по иудаизму. В их числе «Путь Торы: знакомство с иудаизмом» и «Иудаизм: введение».